# Заслуженный деятель науки Республики Марий Эл
Заслуженный деятель науки Республики Марий Эл (луговомар. Марий Эл Республикысе шанчын сулло пашаеҥже) — государственная награда, почётное звание Республики Марий Эл.

## История
Учреждено Указом Президиума Верховного Совета Марийской АССР от 27 августа 1939 года.

## Основания награждения
Установлено для высококвалифицированных научных работников за заслуги в разработке приоритетных направлений науки и техники, воспитании и подготовке научных кадров.
Присваивается Главой Республики Марий Эл (ранее Президиумом Верховного Совета Марийской АССР) с вручением удостоверения и нагрудного знака. По состоянию на 1 июля 2008 года звания удостоены 166 человек.

## Список обладателей почётного звания[1]

### Заслуженные деятели науки и техники Марийской АССР
- - Колпиков Михаил Васильевич (1944)[2]
  - Никонов Сергей Андреевич (1946)[3]
  - Анников Степан Иванович (1947)[4]
  - Пенгитов Николай Тихонович (1956)[5]
  - Ефремов Пётр Григорьевич (1957)[6]
  - Смирнов Виктор Николаевич (1957)[7]
  - Алексеев Владимир Павлович (1960)[8]
  - Хохлов Василий Сосипатрович (1965)[9]
  - Кадышев Шамиль Каюмович (1966)[10]
  - Блюм Илья Самуилович (1967)[10]
  - Дворецкий Максим Лаврович (1968)[11]
  - Назаркина Клавдия Ивановна (1969)[12]
  - Денисов Александр Константинович (1972)[13]
  - Гант Борис Николаевич (1978)[14]
  - Осокин Александр Николаевич (1978)[15]
  - Дмитриев Юрий Яковлевич (1979)[16]
  - Юшков Василий Ильич (1980)[17]
  - Самусев Михаил Данилович (1982)[18]
  - Никитин Рудольф Иванович (1984)[19]
  - Киркин Станислав Фёдорович (1988)[20]
  - Пермогорский Леонид Васильевич (1991)[21]
  - Соколов Пётр Алексеевич (1991)[22]

### Заслуженные деятели науки Марийской АССР
- - Иванов Григорий Семёнович (1941)[23]
  - Чистяков Александр Романович (1951)[24]
  - Тарасова Вера Матвеевна (1967)[25]
  - Дьяконов Вениамин Иванович (1970)[26]
  - Пашуков Василий Фёдорович (1973)[27]
  - Галкин Иван Степанович (1975)
  - Васин Ким Кириллович (1978)
  - Иванов Иван Григорьевич (1979)
  - Хлебников Алексей Васильевич (1979)[28]
  - Архипов Геннадий Андреевич (1980)
  - Иванов Иван Семёнович (1981)
  - Соловьёв Виктор Степанович (1984)[29]
  - Ощепков Геннадий Сергеевич (1985)[30]
  - Сануков Ксенофонт Никанорович (1986)
  - Липатов Александр Тихонович (1986)
  - Айплатов Геннадий Николаевич (1987)
  - Ерошкин Виталий Александрович (1988)
  - Китиков Александр Ефимович (1989)
  - Черных Семён Яковлевич (1989)

### Заслуженные деятели науки Марийской ССР
- - Акцорин Виталий Александрович (1990)
  - Апакаев Пётр Андреевич (1991)
  - Вейцман Лев Натанович (1991)[31]
  - Ившин Виктор Павлович (1991)[32]
  - Морова Наталья Сергеевна (1991)[33]
  - Патрушев Валерий Степанович (1991)[34]
  - Казанцев Дмитрий Егорович (1991)
  - Александров Назарий Александрович (1991)

### Заслуженные деятели науки Республики Марий Эл
- - Сепеев Геннадий Андреевич (1994)
  - Тужаров Геннадий Матвеевич (1995)
  - Никитин Валерий Валентинович (1995)
  - Андуганов Юрий Владимирович (1996)
  - Юдин Валерий Геннадьевич (1996)[35]
  - Буденков Николай Алексеевич (1997)
  - Иванов Ананий Герасимович (1997)
  - Романов Евгений Михайлович (1997)[36]
  - Зорина Зоя Георгиевна (1998)
  - Никитина Татьяна Багишевна (1998)
  - Исанбаев Николай Исанбаевич (1999)
  - Молотова Тамара Лаврентьевна (2000)
  - Попов Никандр Семёнович (2000)
  - Золотова Татьяна Аркадьевна (2002)[37]
  - Карпов Игорь Петрович (2002)[38]
  - Маслихин Александр Витальевич (2002)[39]
  - Казимов Александр Сергеевич (2005)
  - Берецки Габор (2005)
  - Сергеев Олег Арсентьевич (2006)
  - Крайнов Григорий Никандрович (2007)
  - Карташова Елена Павловна (2007)[40]
  - Сибатрова Серафима Сергеевна (2010)
  - Орлова Ольга Викторовна (2010)
  - Шабыков Виталий Иванович (2014)